# Lin Sang
Lin Sang (林桑S, Lín SāngP; Putian, 17 agosto 1977) è un'ex arciera cinese.

## Palmarès

### Olimpiadi
- 1 medaglia:
  - 1 argento (Atene 2004 a squadre)

### Mondiali
- 1 medaglia:
  - 1 argento (Riom 1999 a squadre)